# Långnäbbor och dvärgmåsar
Långnäbbor och dvärgmåsar: en bok om Ölands fågelmyrar är en bok av Bengt Berg som gavs ut 1925 av Norstedts förlag. Boken skildrar fågellivet i öländska kärr och agmyrar, i synnerhet häckningsbestyren hos några sällsynta fågelarter. Långnäbban som återfinns i bokens titel är ett annat namn för rödspov, en vadarfågel som är begränsad i sin svenska utbredning till Öland, Gotland och delar av Skåne. Av de andra skildrade arterna så har dvärgmås och svarttärna minskat betydligt på Öland sedan Bengt Bergs dagar, medan svarthakedoppingen blivit något mer allmän. Boken är en samling där de ingående kapitlen publicerats separat (alla 1916), men binds ihop dels i temat kring våtmarkernas liv och dels i deras hotade miljö under en period där många våtmarker torrlades för att skapa mer åkermark. Boken är illustrerad med fågelfotografier, av en kvalitet som var svåruppnådd vid tiden. 